# Фридрих Магнус III фон Золмс-Вилденфелс
Фридрих Магнус III фон Золмс-Вилденфелс (на немски: Friedrich Magnus III Graf zu Solms-Wildenfels; * 26 януари 1811, Вилденфелс; † 24 март 1883, Дрезден) е граф на Золмс-Вилденфелс в Саксония. Той е немски офицер, политик, племенен господар, народен представител в парламента на Кралство Саксония.

## Биография
Той е син на граф Фридрих Магнус II фон Золмс-Вилденфелс (1777 – 1857) и първата му съпруга графиня Августа Каролина фон Ербах-Ербах (1783 – 1833), дъщеря на граф Франц фон Ербах-Ербах (1754 – 1823) и графиня Шарлота Луиза Поликсена фон Лайнинген-Дагсбург (1755 – 1785). Той има две неомъжени сестри Каролина Хенриета (1804 – 1839) и Августа Хенриета (1819 – 1887).
Баща му се жени втори път 1837 г. за графиня Елизабет фон Дегенфелд-Шьонбург (1802 – 1880), роднина на първата му съпруга Августа.
Фридрих Магнус III наследява баща си през 1857 г. като управляващ граф на господството Вилденфелс и като такъв е член на саксонските племена, наследствен член на Камерата на Кралство Саксония.
Фридрих Магнус III умира на 72 години на 24 март 1883 г. в Дрезден и е погребан във Вилденфелс.

## Фамилия
Фридрих Магнус III фон Золмс-Вилденфелс се жени на 5 октомври 1843 г. в Кастел за графиня Ида Амалия Луиза фон Кастел-Кастел (* 31 март 1817, Кастел; † 2 септември 1882, Вилденфелс), дъщеря на граф Фридрих Лудвиг Хайнрих фон Кастел-Кастел (1791 – 1875) и принцеса Емилия Фридерика Кристиана фон Хоенлое-Лангенбург (1793 – 1859), дъщеря на княз Карл Лудвиг фон Хоенлое-Лангенбург (1762 – 1825) и графиня Амалия Хенриета Шарлота фон Золмс-Барут (1768 – 1847). Те имат шест деца:
- Мария Августа Емилия Елизабет (* 31 август 1845, Вилденфелс; † 10 май 1911, Грац), омъжена на 11 октомври 1870 г. във Вилденфелс за граф Хайнрих Алфред Алберт Николаус фон Бекерс-Вестерщетен (* 12 февруари 1846, Пеща; † 6 септември 1887, Залцбург)
- Фридрих Магнус IV фон Золмс-Вилденфелс (* 26 юли 1847, Kулмич; † 25 ноември 1910, Вилденфелс), граф на Золмс-Вилденфелс, женен на 5 ноември 1874 г. в 'с-Гравенхаге/Хага за нидерландската графиня Жаклина Кристина Анна Аделайда фон Бентинк (* 4 януари 1855, 'с-Гравенхаге; † 12 декември 1933, Вилденфелс)[5]
- Хайнрих Карл (* 29 юли 1849, Вилденфелс; † 17 ноември 1901, Грац)
- Фридрих Ото Райнхард (Фриц) (* 1 март 1851, Вилденфелс; † 20 май 1870, Вилденфелс)
- Ото Емил Август Карл (* 17 август 1854, Вилденфелс; † 22 септември 1929, Дьонхофщат, Източна Прусия)
- Ида Густава Бонецита Клотилда Фелиция Луиза (* 3 април 1856, Вилденфелс; † 29 октомври 1859, Вилденфелс)